# Camphill

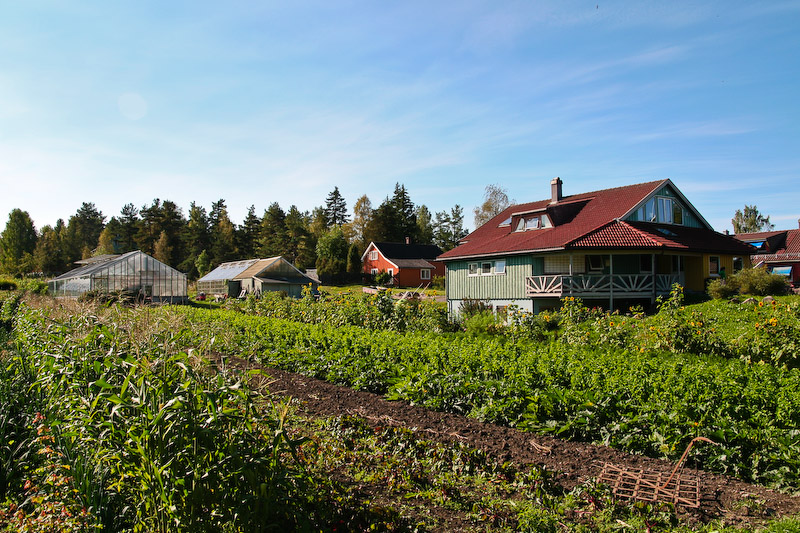
Vidaråsen, Camphill-by i Norge

Camphill-rörelsen är ett läkepedagogiskt initiativ baserat på antroposofiska principer. Camphill-byar är boendegemenskaper och skolor som erbjuder stöd i utbildning, arbete och det dagliga livet för vuxna och barn med utvecklingsstörningar, psykiska funktionshinder eller andra särskilda behov.

## Historia
Camphill-rörelsen grundades i Skottland 1940 av grupp krigsflyktingar med den österrikiska läkaren Karl König i spetsen. De grundade då en skola för barn med särskilda behov vid Camphill Estate, en liten lantegendom nära Aberdeen. När dessa barn var färdiga med sin skolgång, upprättades den första Camphill-byn. Nu var det inte längre undervisning och uppfostran som var målet, utan en livsform anpassad till den vuxna åldern.

## Människosyn
Arbetet i Camphill-byarna är inspirerat av Rudolf Steiners antroposofi. Centralt är då medvetenheten om alla människors lika värde och människolivets andliga perspektiv. Människans innersta väsen förstås i förhållande till en större utvecklingsprocess som är överordnad livets yttre villkor och begränsningar. I en Camphill-by har alla därför samma rätt till meningsfulla livsuppgifter och ett innehållsrikt liv.

## Utbredning
Det finns över 100 Camphill-gemenskaper i ett 20-tal länder i Europa, Nordamerika, Sydafrika och Asien. I Sverige finns det två Camphill-byar: Häggatorp i Vedum och Staffansgården i Delsbo.

## Läkepedagogiska hem och skolor
I Sverige finns det ett 40-tal läkepedagogiska hem, skolor och skyddade verkstäder som också bygger på den antroposofiska människosynen. Dessa verksamheter finns samlade i Värna, branschorganisationen för antroposofisk läkepedagogik och socialterapi.